# Chêne de Saint-Jean
Le chêne de Saint Jean est l'un des plus vieux chênes forestiers de France, situé près de Saint-Jean-aux-Bois en forêt de Compiègne.

## Histoire
Les moines de l'abbaye de Saint-Jean l'auraient planté au XIIIe siècle sous le règne de Saint Louis. Ses branches sont longtemps coupées « en têtard » pour donner du bois de chauffage. Ce traitement a favorisé le développement de champignons qui le parasitent désormais complètement. En 1970, des enfants allument un feu dans le tronc pour détruire un nid de guêpes. Le brasier abime encore davantage la base du tronc.

## Description

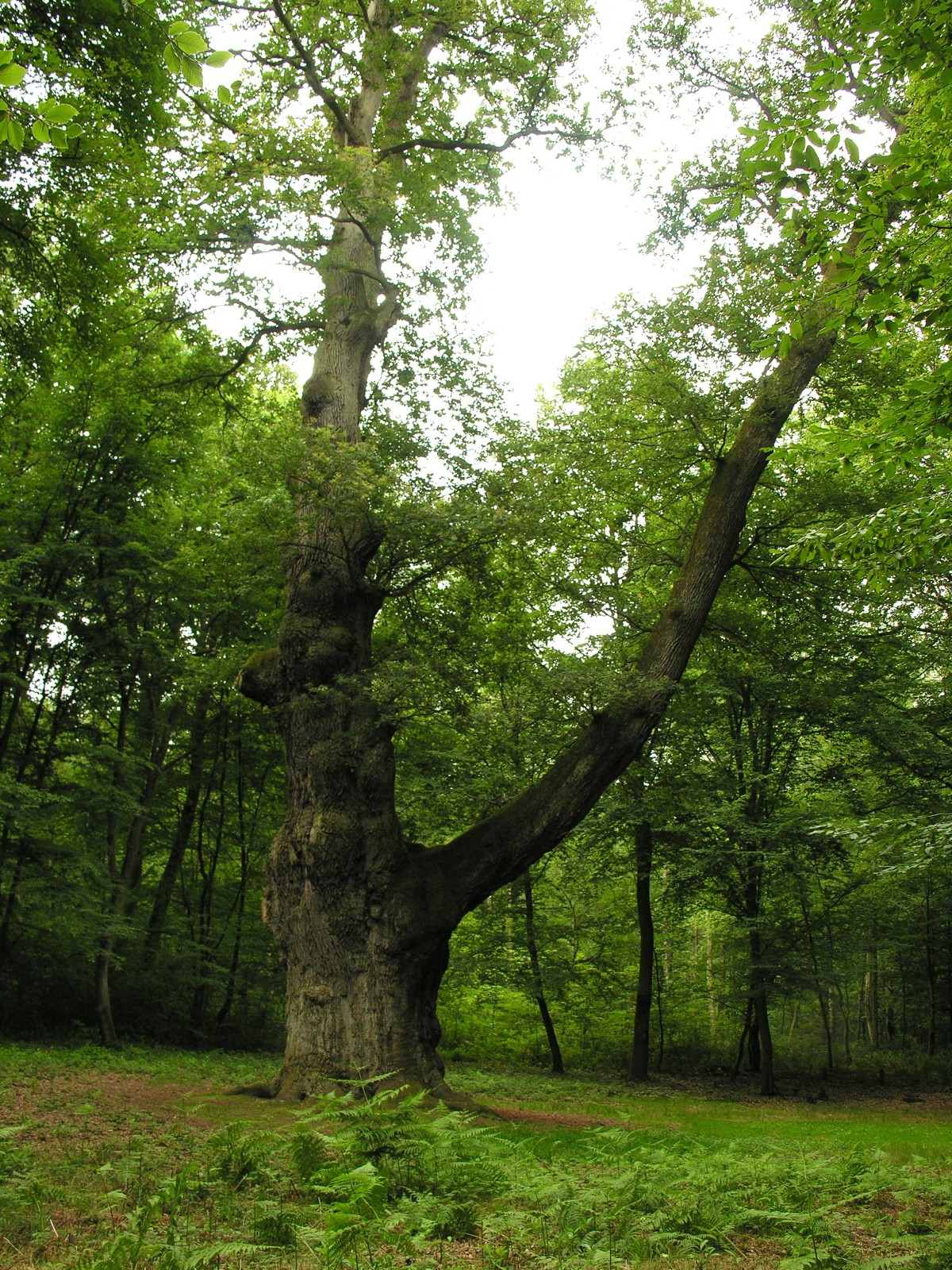
Le chêne de Saint Jean avant la chute de sa branche principale (à droite) en 2011

Ce chêne sessile est haut de 25 mètres, son tronc atteint plus de huit mètres de circonférence et son diamètre est de 2,45 mètres. Présumé âgé de 750 à 800 ans, il est considéré comme le plus vieux chêne de la forêt de Compiègne et du département de l'Oise, et peut-être même le plus vieil arbre forestier de France. En 2002, l'ONF a détecté un risque de rupture important et les alentours de l'arbre ont été balisés. En 2011, sa branche principale est tombée.